# Chiyoda (wijk)
Chiyoda (Japans: 千代田区, Chiyoda-ku) is een van de 23 speciale wijken van Tokio. Chiyoda heeft het statuut van stad en noemt zich in het Engels ook "Chiyoda City". Op 1 maart 2008 had de stad 44.126 inwoners. De bevolkingsdichtheid bedroeg 3790 inw./km². De oppervlakte van de stad is 11,64 km². Hiervan wordt 12% ingenomen door het Japanse keizerlijke paleis.
Chiyoda-ku beslaat het gebied dat zich in een straal van één km rond het keizerlijke paleis bevindt. Verschillende overheidsinstellingen, zoals het Japanse parlement, de ambtswoning van de minister-president van Japan en het Hooggerechtshof bevinden zich in Chiyoda-ku. Verder hebben ook 15 landen hun ambassade in Chiyoda. Er zijn ongeveer 36.000 bedrijven die 888.000 mensen tewerkstellen.

## Geschiedenis
Chiyoda-ku is op 15 maart 1947 ontstaan uit de fusie van de wijk Kanda (het noordoostelijke deel van het huidige Chiyoda, rond het station van Akihabara) en de wijk Kojimachi (de rest van Chiyoda).

## Wijken en plaatsen
- Hayabusacho (隼町): in deze wijk bevindt zich het Japanse Hooggerechtshof en het nationale theater.
- Hibiya (日比谷) – in deze wijk ligt het Hibiya-park, een groot park ten zuiden van het keizerlijke paleis.
- Iidabashi (飯田橋), een wijk ten zuidoosten van het station Iidabashi
- Jinbocho (神保町), een wijk die bekend is voor zijn tweedehandsboeken
- Kanda (神田) – een wijk in het noorden van Chiyoda. Hier bevindt zich de elektronicawijk Akihabara, het Kanda-schrijn en de orthodoxe Tokio Resurrection Cathedral.
- Kasumigaseki (霞が関) – een wijk waar zich de meeste Japanse ministeries bevinden.
- Kioicho (紀尾井町)
- Kojimachi (麹町) - een oudere residentiële en commerciële wijk, ten westen van het keizerlijk paleis. Hier bevinden zich de ambassades van het Verenigd Koninkrijk, Ierland en Israël.
- Kudan (九段) – een wijk ten noordwesten van het keizerlijke paleis. Hier bevindt zich het Yasukuni-schrijn
- Marunouchi (丸の内) – Tussen het station Tokio en het keizerlijke paleis, een van Tokio's meer traditionele commerciële centra, waar zich een groot aantal banken en verzekeringsmaatschappijen.
- Nagatacho (永田町) – Hier bevindt zicht het Japanse parlement. Verder vindt men er het Hiei-schrijn en de ambtswoning van de minister-president van Japan.
- Otemachi (大手町) – ten noorden van Marunouchi, een deel van het zakendistrict rond het station Tokio.
- Yurakucho (有楽町) – ten zuiden van Marunouchi, een deel van het zakendistrict rond het station Tokio.

## Bezienswaardigheden
- Hibiyapark
- Japans keizerlijk paleis
- Kitanomarupark
- Het Japanse parlementsgebouw
- Nippon Budokan
- Tokyo International Forum
- Station Tokio
- Het Tokyo Takarazuka-theater
- Japans Meteorologisch Instituut

## Verkeer

### Weg
Chiyoda ligt aan de volgende autowegen :
- Autoweg 1, naar Chuo of Osaka
- Autoweg 20 (Koshy-Kaido), naar Chuo of Shiojiri
- Autoweg 246, naar Numazu

### Trein
- Station Tokio is de eindbestemming van alle Shinkansen in Tokio. De TokaidoShinkansen van JR Central vertrekt van hieruit naar Station Shin-Osaka. Voor JR East vertrekken van hieruit de Tohoku Shinkansen naar Hachinohe, de Joetsu Shinkansen naar Niigata en de Nagano Shinkansen naar Nagano. Er is eveneens een transferdienst voor de Yamagata Shinkansen naar Fukushima en voor de Akita Shinkansen naar Akita. Beide lijnen worden eveneens door JR East uitgebaat.
- JR East:
  - Tokaido-hoofdlijn, van Tokio naar Kobe
  - Yokosuka-lijn, van Tokio naar Yokosuka
  - Yamanote-lijn (Ringlijn), van Akihabara, Kanda, Tokio of Yurakucho
  - Keihin-Tohoku-lijn, van Akihabara, Kanda, Tokio of Yurakucho naar Ōmiya of Kamakura
  - Tohoku-hoofdlijn, van Tokio naar Sendai, Morioka of Aomori
  - Chuo-hoofdlijn, van Tokio, Kanda, Ochanomizu, Suidobashi, Iidabashi, Ichigaya of Yotsuya, naar Nagoya
  - Sobu-hoofdlijn , van Tokio naar Choshi
  - Chup-Sobu-lijn, van Yotsuya, Ichigaya, Iidabashi, Suidobashi, Ochanomizu of Akihabara naar Mitaka of Chiba
  - Keiyō-lijn, van Tokio naar Chiba

### Metro
- Metro van Tokio (Tokyo Metro)
  - Ginza-lijn, van Tameike-Sanno, Kanda of Suehirocho naar Shibuya of Taito
  - Marunouchi-lijn, van Kokkai-Gijido-mae, Kasumigaseki, Tokio, Otemachi, Ochanomizu naar Suginami of Ikebukuro
  - Hibiya-lijn, van Kasumigaseki of Hibiya naar Meguro of Adachi
  - Metro van Tokio Tozai-lijn, van Iidabashi, Kudanshita, Takebashi of Otemachi naar Nakano of Funabashi
  - Chiyoda-lijn, van Kokkai-Gijido-mae, Kasumigaseki, Hibiya, Nijubashi-mae, Otemachi of Shin-Ochanomizu naar Shibuya of Adachi
  - Metro van Tokio Yurakucho-lijn, van Iidabashi, Ichigaya, Kojimachi, Nagatachō, Sakuradamon of Yurakucho naar Wako of Koto
  - Hanzomon-lijn, van Nagatacho, Hanzomon, Kudanshita, Jimbocho of Otemachi naar Shibuya of Sumida
  - Metro van Tokio Namboku-lijn, van Tameike-Sanno of Nagatacho naar Shinagawa of Kita
- Toei
  - Mita-lijn, van Uchisaiwaicho, Hibiya, Otemachi of Jimbocho naar Shinagawa of Itabashi
  - Shinjuku-lijn, van Ichigaya, Kudanshita, Jimbocho, Ogawamachi of Iwamotocho naar Shinjuku of Ichikawa
- MIR Tsukuba Express, van Akihabara naar Tsukuba

## Geboren
- Shigeru Ishiba (1957), premier van Japan (sinds 2024)

## Afbeeldingen

Ligging van Chiyoda
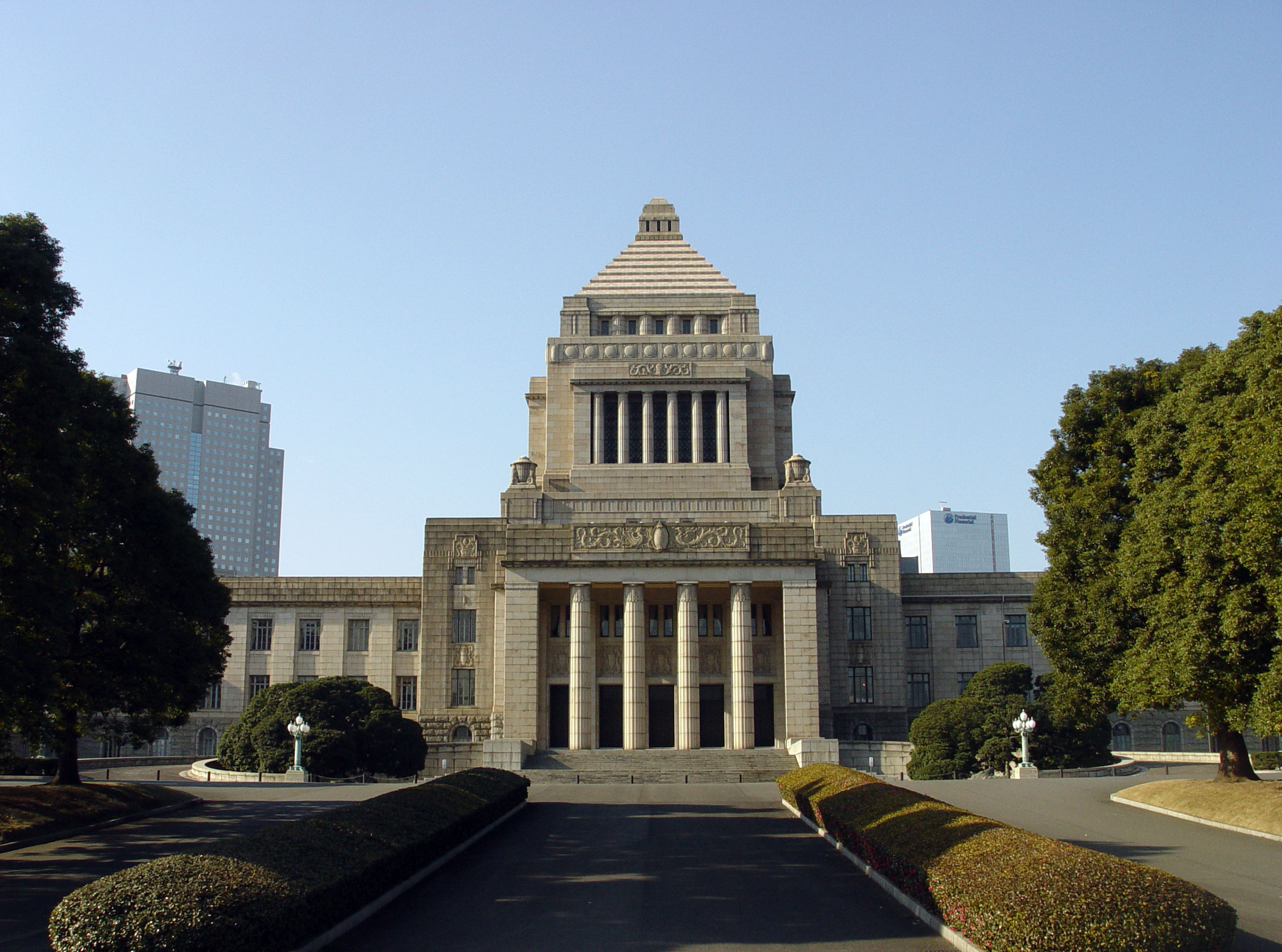
Het Japanse parlement in Chiyoda-ku
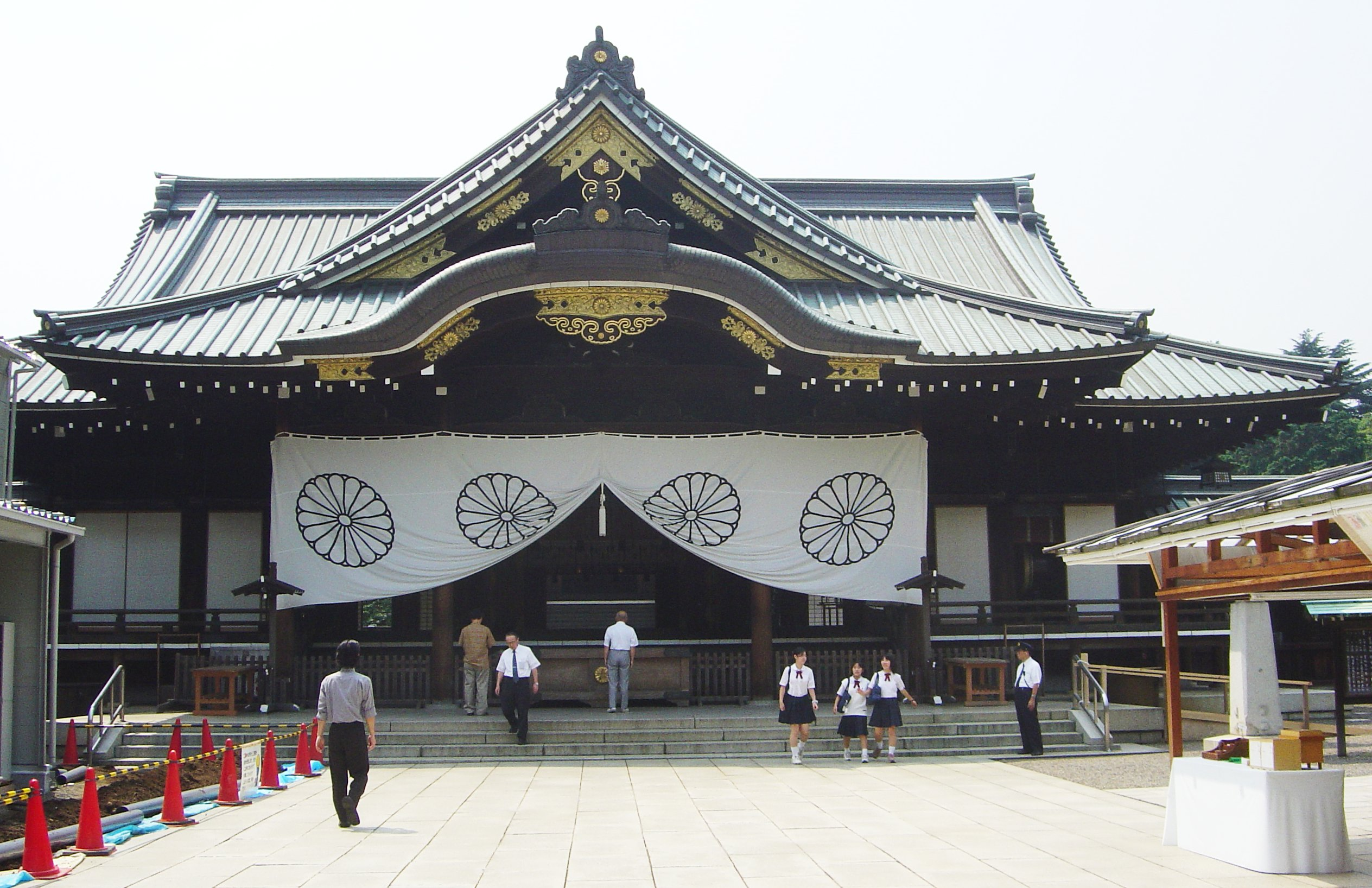
Het Yasukuni-schrijn
De Otemonpoort